# ابوسهل موسی بن نصر رازی
ابوسهل موسی بن نصر رازی (محل تولد نامعلوم - وفات پس از ۲۶۰ قمری) فقیه و محدث حنفی
وی از اصحاب محمد بن حسن شیبانی و از راویان جریر بن عبدالحمید رازی (م ۱۸۸ق) است. او را از عقلای اهل ری و از محدثان مورد اعتماد شمرده‌اند. ذهبی در «تاریخ الاسلام» و ابن حجر در «لسان‌المیزان» سال مرگ وی را پس از ۲۶۰ ق ذکر کرده‌اند.

## آثارش
- «کتاب الشفعهٔ»
- «کتاب المخارج»
- «کتاب الخراج»
- «مختصر»ی در فروع

## منبع
- ابوسهل موسی بن نصر رازی - آفتاب